# Supermarine Scapa
El Supermarine Scapa fue un hidrocanoa de reconocimiento general británico construido por Supermarine, que fue utilizado por la Real Fuerza Aérea entre 1935 y 1939. Se desarrolló a partir del Southampton y formó la base del Supermarine Stranraer.

## Desarrollo
Después de experimentar con un diseño de hidrocanoa de tres motores, el Nanok, el diseñador jefe de Supermarine, R.J. Mitchell, decidió que el diseño hidrodinámico desarrollado en el Supermarine Southampton bimotor, sería adecuado para el próximo avión.
Se construyó un prototipo, denominado Southampton IV. Tenía un casco que superó las expectativas en las pruebas. En noviembre de 1931 se recibió una especificación del Ministerio del Aire. El piloto de pruebas Joseph "Mutt" Summers realizó el primer vuelo del prototipo el 8 de julio de 1932, momento en el que el nombre del modelo se había cambiado a Scapa.
Después de construir 15 Scapa, la producción se cambió a un desarrollo más potente, el Supermarine Stranraer.

## Diseño
El casco del Scapa era una estructura totalmente metálica, mientras que las superficies de las alas y de la cola tenían una estructura metálica con recubrimiento de tela. Los dos motores V12 Rolls-Royce Kestrel estaban montados en góndolas suspendidas debajo del ala superior, y poseía dos empenajes, cada uno colocado a un cuarto de la envergadura del plano de cola. Al igual que en el Southampton, había tres posiciones artilladas: una en el morro y dos escalonadas en el fuselaje trasero. Cada uno estaba provisto de una sola ametralladora Lewis Mk.I de calibre .303 British (7,7 mm).

## Operadores
Reino Unido
- Real Fuerza Aérea

## Especificaciones (Scapa)
Referencia datos: Supermarine Aircraft Since 1914

### Características generales
- Tripulación: Cinco (2 pilotos y 3 artilleros)
- Longitud: 16,2 m (53 ft) (sobre equipo de varado)
- Envergadura: 22,9 m (75 ft)
- Altura: 6,4 m (21 ft) (sobre equipo de varado)
- Superficie alar: 120 m² (1291,7 ft²)
- Peso vacío: 4550 kg (10 028,2 lb)
- Peso cargado: 7294 kg (16 076 lb)
- Planta motriz: 2× motor lineal V12 refrigerado por líquido Rolls-Royce Kestrel IIIMS.
  - Potencia: 391 kW (539 HP; 532 CV) cada uno.
- Hélices: 1× bipala de madera de paso fijo por motor.

### Rendimiento
- Velocidad máxima operativa (Vno): 229 km/h (142 MPH; 124 kt) a 1000 m (3280 pies)
- Velocidad crucero (Vc): 160 km/h (99 MPH; 86 kt) a 1524 m (5000 pies)
- Alcance: 1600 km (864 nmi; 994 mi) con 1202 kg de carga militar
- Techo de vuelo: 4700 m (15 420 ft)
- Régimen de ascenso: 3,2 m/s (626 ft/min)
- Carga alar: 60 kg/m² (12,3 lb/ft²)
- Potencia/peso: 0,107 kW/kg (0,065 hp/lb)
- Tiempo a altitud: 20 min para 3000 m (9840 pies)

### Armamento
- Ametralladoras: 

  - 3x Lewis de 7,7 mm, una en el morro y dos en mitad del fuselaje
- Bombas: 454 kg bajo las alas

## Aeronaves relacionadas

### Desarrollos relacionados
- Supermarine Southampton
- Supermarine Stranraer

### Aeronaves similares
- Hall PH
- Hiro H1H
- Hiro H2H
- Naval Aircraft Factory PN

### Secuencias de designación
- Secuencia Numérica (interna de Supermarine): ← 188 - 189 - 190 - 221 - 223 - 224 - 226 - 228 - 229 - 230 - 231 - 232 - 233 - 234 - 235 - 236 - 237 - 238 -- 300 - 301 - 302 - 303 - 304 - 305 - 306 →